# Alelimma asema
Alelimma asema är en fjärilsart som beskrevs av George Francis Hampson. Alelimma asema ingår i släktet Alelimma och familjen nattflyn. Inga underarter finns listade i Catalogue of Life.